# R. E. Olds Transportation Museum
Il R. E. Olds Transportation Museum è un museo dedicato alle automobili intitolato a Ransom Eli Olds, fondatore della casa automobilistica Oldsmobile. Si trova a Lansing, nel Michigan, ed è uno dei più importanti musei dedicati alle autovetture degli Stati Uniti d'America.
L'ultima Oldsmobile prodotta, una Alero berlina, fu donata al museo il 29 aprile 2004, cioè nel giorno di chiusura della casa automobilistica.
Il museo ospita una collezione di Oldsmobile che abbraccia l'intero periodo di attività dell'azienda, vale a dire dal 1897 al 2004. È anche conservata una autovettura a vapore del 1893, costruita da Ransom Eli Olds prima di fondare la Olds Motor Works, che fu il nome ufficiale della Oldsmobile fino agli anni quaranta.
Il museo custodisce anche oggetti collegati alla storia delle automobili, come una collezione quasi completa di targhe automobilistiche del Michigan, ed una raccolta di segnali stradali che tocca una buona parte della storia automobilistica, dagli albori fino agli anni cinquanta.
Sono anche presenti autovetture della REO, cioè della casa automobilistica fondata da Ransom Eli Olds dopo aver lasciato la Oldsmobile.
Il museo accoglie anche oggetti appartenuti alla famiglia di Olds.